# Sebastes aleutianus
Sebastes aleutianus es una especie de pez actinopterigio de la familia Sebastidae que llega a medir hasta 97 cm de largo y un peso récord IGFA (pesca deportiva) de 6.7 kg. Al igual que otros miembros de su género, es extremadamente longeva y se ha conocido un caso donde el espécimen llegó a los 205 años.

## Descripción
Es de color rosa, beige o marrón con manchas irregulares de color marrón oscuro y a menudo tiene un parche oscuro en la parte posterior del opérculo. La parte posterior de la línea lateral es a menudo de color rosa. Los adultos tienen un tamaño medio de unos 80 cm.

## Distribución
Sebastes aleutianus es un pez que vive entre los 31° y 66° de latitud, en el Pacífico Norte, en concreto a lo largo de la costa de Japón hacia el cañón Navarin, en el mar de Bering; y desde las islas Aleutianas hasta el sur de San Diego, California. Es un pez de aguas profundas que se encuentra entre los 150 y 450 m; los ejemplares adultos viven a mayor profundidad en relación con los jóvenes. La temperatura en estas profundidades varía entre los -0,3 °C y 5,0 °C. Viven cerca del lecho marino sobre las rocas del sustrato, en cuevas y grietas.

## Comportamiento
Las ejemplares de mayor tamaños son generalmente solitarios o que viven en pequeños grupos, sin embargo en ciertas épocas del año se agrupan formando escuelas. Se alimentan de camarones, cangrejos, peces, anfípodos y misidáceos. Es ovípara y desova entre los meses de febrero y junio o, a veces entre octubre y enero.